# Tetecala (kommun)
Tetecala är en kommun i Mexiko.   Den ligger i delstaten Morelos, i den sydöstra delen av landet, 80 km söder om huvudstaden Mexico City.
Följande samhällen finns i Tetecala:
- Tetecala
- Colonia Sonora
- Colonia Mariano Matamoros
- Contlalco
- Actopan
- El Cerrito